# Hoa sữa Trung Bộ
Hoa sữa Trung Bộ (danh pháp: Alstonia annamensis) là một loài thực vật thuộc họ Apocynaceae. Đây là loài đặc hữu của Việt Nam.